# Lêmure-do-alaotra
O lêmure-gentil-do-lago-alaotra, lêmure-do-bambu-do-lago-alaotra ou lêmure-do-alaotra (Hapalemur alaotrensis) localmente conhecido como bandro, vive nas regiões próximas ao Lago Alaotra no Madagascar. Ele é endêmico nos canaviais, principalmente, que são o seu habitat natural. Sua alimentação porém não é composta de bambu, e sim de palhetas de papiros, uma planta que cresce na região.

## Características
Sua cauda e corpo são ambos de 40 cm, em média, e pesa entre 1,1 e 1,4 kg, os machos são ligeiramente maiores que as fêmeas. O seu denso pêlo lanoso é marrom-cinzento em sua parte traseira, e mais claro em seu rosto e no peito, com a sua cabeça e pescoço castanhos.

## Taxonomia
A classificação dos Bandro é disputada, com algumas classificando-o como uma subespécie do Hapalemur griseus, enquanto outros a vêem como uma espécie separada. Dados genéticos atuais não confirmam o status da espécie. Seqüências mitoncondriais de DNA das duas populações H. g. griseus e H. g. alaotrensis são intercaladas com outras espécies na árvore filogenética. Além disso, a distância média genética entre as duas subespécies estão dentro do intervalo de comparações intra-taxon. A avaliação final da espécie versus subespécie segundo o GenBank, o repositório universal para a informação da seqüência genética, não aceitou o status da espécie dos lêmure-do-alaotra e enumera-o como uma subespécie.
Em termos taxonomicos específicos, a atual divisão dos lêmures de gênero Hapalemur encontra-se da seguinte maneira:
- Família Lemuridae
  - Gênero Eulemur
    - Eulemur albifrons
    - Eulemur albocollaris
    - Eulemur cinereiceps
    - Eulemur coronatus
    - Eulemur collaris
    - Eulemur fulvus
    - Eulemur macaco
    - Eulemur mongoz
    - Eulemur rubriventer
    - Eulemur rufus
    - Eulemur sanfordi

  - Gênero Hapalemur
    - Hapalemur alaotrensis
    - Hapalemur aureus
    - Hapalemur griseus
      - Hapalemur griseus griseus
      - Hapalemur griseus meridionalis

    - Hapalemur occidentalis

## Habitat
Este, como a maioria dos primatas em Madagascar, sua localização está na orla do Lago Alaotra, o maior lago de Madagascar. Seu habitat é muito limitado: eles habitam os locais com canas e os pântanos de papiro, às margens deste lago. Até a década de 1950 viviam na área de Andilamena, cerca de 60 quilômetros ao norte do Lago Alaotra. Com a conversão de pântanos em arrozais vão sobrando menos áreas para esses lémures viver, correndo risco de vulnerabilidade a extinção.

## Anatomia
A cauda dos lêmures-do-alaotra, diferentemente dos lémur-de-cauda-anelada, tem tamanho igual ou pouco maior que o corpo, na média de 40 cm. Como um lêmure ou esquilo, esse animal saltava de galho em galho. Alguns indivíduos dessa espécie nasceram com mais pele entre os braços e o corpo, que lhes dava um pouco mais de sustentação enquanto saltavam no ar (alguns lêmures e esquilos modernos desenvolveram esse mesmo tipo de fisiologia). Essa é uma adaptação para os saltos desses animais. Os lêmures possuem  polegares oponíveis, mas as suas caudas não são preênseis. Têm unhas em vez de garras e visão a cores limitada. Ao contrário do resto dos primatas, os lêmures vivem numa sociedade matriacal. Outra característica importante dos lêmures desta espécie é o desenvolvimento dos órgãos dos sentidos, especialmente a visão noturna. Eles diferenciam as cores e localizam as coisas em três dimensões. O sentido que predomina na maioria dos outros animais é o olfato. As fêmeas desses lêmures têm um único parceiro e dependem dele para transportar e alimentar os filhotes.

Fisiologia e habitat do lêmure-do-alaotra
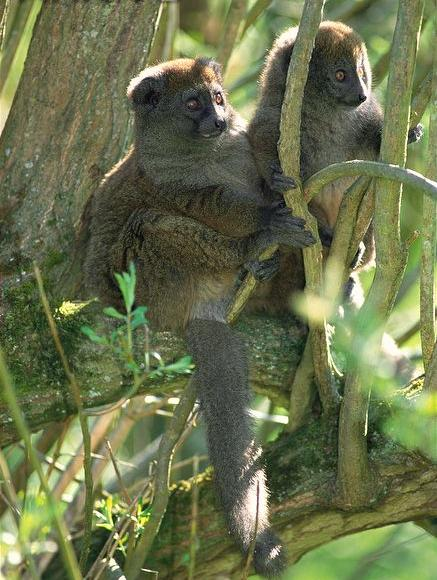
Casal de lêmures-do-Alaotra juntos. A cauda dele tem tamanho igual ou pouco maior que o corpo.
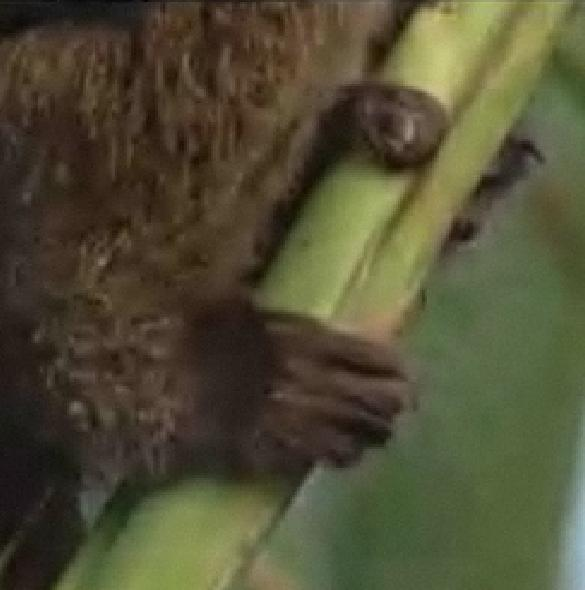
Como o lêmure agarra com usas patas no bambu.

### Cópula
Quanto mais promíscua a fêmea, mais criativo se torna o macho no aprimoramento de estratégias para evitar que ela seja fecundada pelos concorrentes. Mudanças de comportamento que permitem ao varão triunfar sobre os rivais e perpetuar sua linhagem já haviam sido documentadas no reino animal. Pela primeira vez, porém, um estudo comprova que a infidelidade feminina induz no macho alterações mais definitivas. A traição manipula genes e leva ao surgimento de um autêntico 'cinto de castidade' biológico.
Estudos anteriores já revelavam que a promiscuidade feminina altera a fisiologia do macho: ele chega a desenvolver testículos maiores para produzir mais esperma. Os lêmures são monogâmicos.

## Hábitos e reprodução

### Hábitos
Os Lêmures-do-Alaotra são noturnos, o que significa que eles têm um ritmo forte a noite. Seus períodos de atividade principais incluem as últimas três horas da noite antes de amanhecer o dia, e às vezes, eles também estão no meio da noite na estrada. Nos bambus viajam em grupos de quatro geralmente. Diferentemente dos primatas Hapalemur griseus que saltam de bambu em bambu, os Lêmures-do-Alaotra usam seu peso para deslocar de galho em galho. É possível encontrar esses lêmures nadando no lago Alaotra também, e por sinal, o nado destes primatas é muito bom.
Eles vivem em grupos de dois a nove (geralmente três a cinco) animais. A maioria dos grupos são grupos familiares com um macho, uma fêmea e incluem descendentes comuns. Nos grupos maiores, muitas vezes existem duas fêmeas. Os grupos vivem em territórios permanentes com 1 a 8 hectares, estas são marcadas com secreções glandulares, e quando há outros lêmures invasores, estes gritam para amedrontar e indicar que este território já tem dono.

### Prole
Entre setembro e fevereiro, a fêmea dá à luz a prole, geralmente gêmeos (40% de chance). Os jovens são relativamente bem desenvolvidos ao nascimento e agora pode andar sobre as costas da mãe, e às vezes colocá-los entre os bambus enquanto vai buscar comida.

## Estado de ameaça da espécie
Toda a área do lêmure-gentil-do-lago-alaotra é menor do que 200 quilômetros quadrados, a população também é dividida em um grupo menor, numa península na margem norte do lago, e um grupo maior no sudoeste do lago. A transformação da área de cana em campos de arroz é a principal ameaça, pois grandes extensões desta são queimadas. Em adição, os animais são caçados, tanto para fins alimentares, ou por que são considerados animais em extinção, logo seu valor de venda é alto.

### Histórico da população
| 1994                          | 2002                         | 2004                                                 | 2009                                                                                      |
| ----------------------------- | ---------------------------- | ---------------------------------------------------- | ----------------------------------------------------------------------------------------- |
| Estimativas de 11.000 animais | Estimativas de 2.500 animais | Aumentou o número para 5.000 animais aproximadamente | Estimativas sugerem que existam menos de 2.500, por isso a espécie está em Estado Crítico |

As estimativas populacionais mais recente para a H. alaotrensis colocam números com cerca de 2.500 animais em 2002, representando uma queda de mais de 50% em menos de uma década. Uma pesquisa realizada em 2004, resultou em uma estimativa populacional de cerca de 5.000 animais. Em 1994, a população foi estimada em 7,500-11,000 com base na taxa de encontro desses animais. A população do norte não foram recenseadas, mas provavelmente também foi reduzida significativamente.O IUCN lista a espécie como "Em Perigo" (criticamente ameaçado).

#### Justificativas da ameaça
Espécies são consideradas CR (criticamente ameaçada) quando a escala da espécie se aproxima de 100 km², quando toda a população existente em um único local, e quando há uma contínua diminuição da área de ocupação do habitat e das espécies devido à a queima do habitat do pântano, assim como a caça contínua da população.

### Conservação
O lémur-do-Alaotra foi declarado pelo Ramsar (The Convention on Wetlands of International Importance/ Convenção sobre as Zonas Húmidas de Importância Internacional) em 2003, como um animal que deve ser protegido, com o objetivo de conservar a biodiversidade e os ecossistemas do pantanal, e também há planos para criar uma área de conservação rigorosas no local onde eles vivem. Campanhas de sensibilização do público têm-se centrado sobre os benefícios da conservação do habitat para as pessoas que vivem ao redor do lago, e uma convenção de pesca regional proíbe caça do lêmure e queima do pântano. O Lêmure-gentil-do-Alaotra é protegido do comércio internacional por sua listagem no Apêndice I da Convenção sobre o Comércio Internacional de Espécies Ameaçadas de Extinção (CITES). Existem atualmente pequenos programas de reprodução em cativeiro em diversas instituições, incluindo a em Jersey. A natureza altamente restrita de distribuição desta espécie no entanto, significa que é fundamental que alguns dos seus habitat sejam protegidos para evitar mais um membro da fauna original de Madagascar de ser perdida.

Domínios que estão em busca da proteção total dos lêmures-do-Alaotra:
- Madagascar Fauna Group (MFG)[9]
- Lemur Conservation Foundation (Myakka City)[10]
- Madagascar Wildlife Conservation (MWC)[11]

## Os primatas, artes e literatura

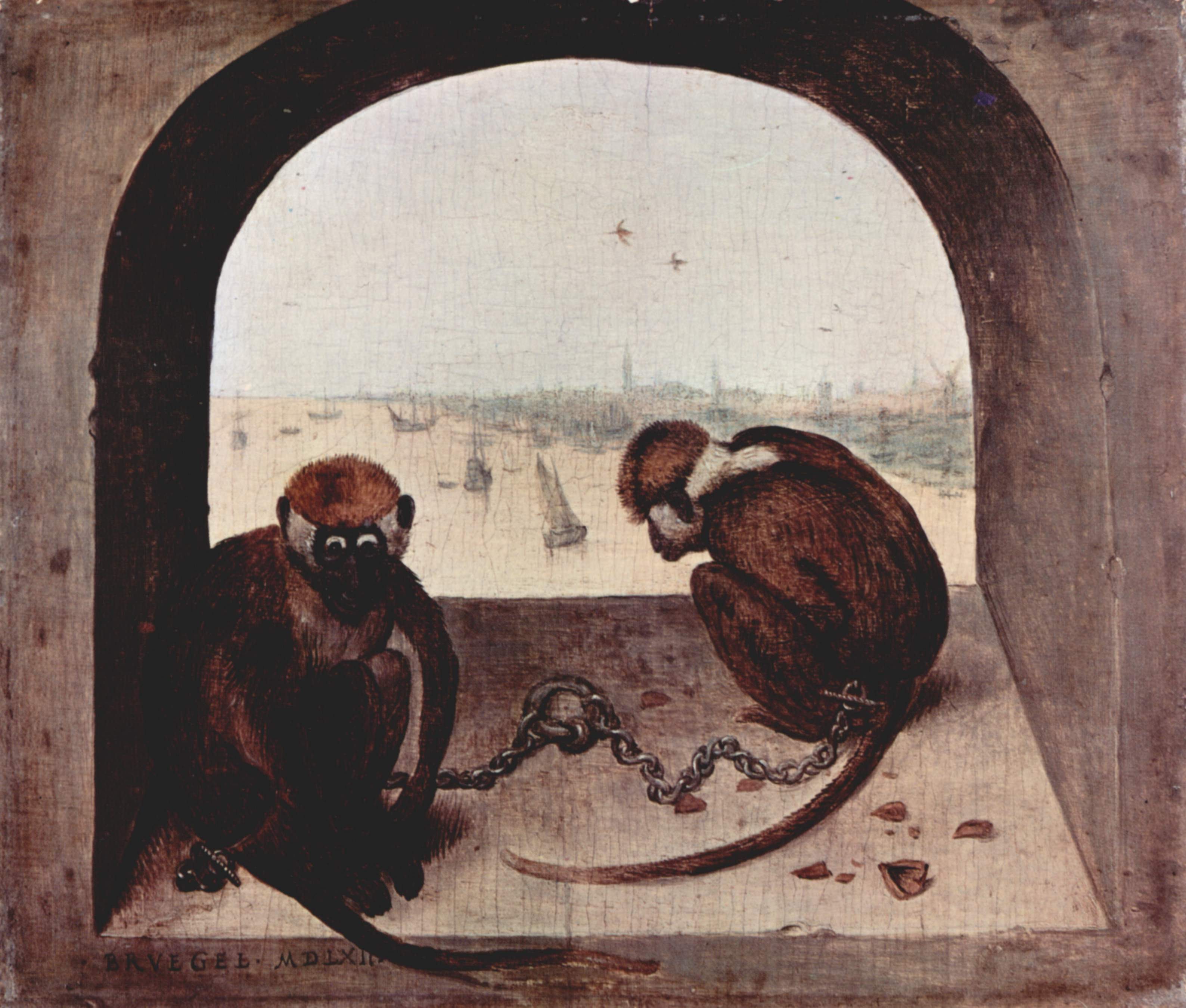
Uma obra de Pieter Bruegel retratando macacos acorrentados.

Primatas, como os lêmures são muito usados em pinturas, principalmente aquelas da Idade Média, quando ocorreu a descoberta do novas terras e com elas uma nova fauna e flora exuberante que passou a alucinar os artistas para querer retratar paisagens tão exuberantes. Dentre estes, existe Pieter Bruegel, que não necessariamente foi um pintor de animais, mais em uma de sua obras retratou primatas acorrentados, representando um quadro com exemplar de macacos na arte.

Outro exemplo pode ser citado no livro de Haeckel, Kunstformen der Natur que inclui 100 ilustrações de organismos muito variados, desde os radiolários e diatomáceas microscópicos a morcegos, orquídeas, e fósseis como as amonites, incluindo os primatas.

## Lêmures e a mídia
Os filmes de animação e desenhos animados, usam muitos representantes dos primatas como modo de produzir personagens cada vez mais exóticos. No Madagascar (filme) um grupo de animais advindos do zoológico conhecem uma grande tribo de lêmures comandada pelo rei Julien em Madagascar. Em pouco tempo os 4 decidem ficar e descobrir a natureza.

É interessante ressaltar que Madagascar (filme) mostra uma grande quantidade de lêmures pois o país com maior variedade e quantidade desses tipos de lémur é lá. O lêmure de destaque é o lémur-de-cauda-anelada, o qual faz parte de uma musíca que ficou famosa: "I like to move it".